# Pizza marinara
Pizza marinara, også kaldets sømandspizza er en type napolitansk pizza i det italienske køkken, der består af en almindelig marinara-sovs smagt til med oregano og hvidløg. Den minder meget om Pizza margherita, men den har ikke mozzarella eller anden ost på.

## Historie
Pizza marinara skulle efter sigende være blevet introduceret i 1735, hvor den blev fremstillet med olivenolie, cherrytomater, basilikum, oregano og hvidløg. Historisk er den særligt blevet spist af fattige sømænd, og den blev også fremstillet på deres skibe, da ingredienser er relativt nemme er konservere.